# Poké Ball

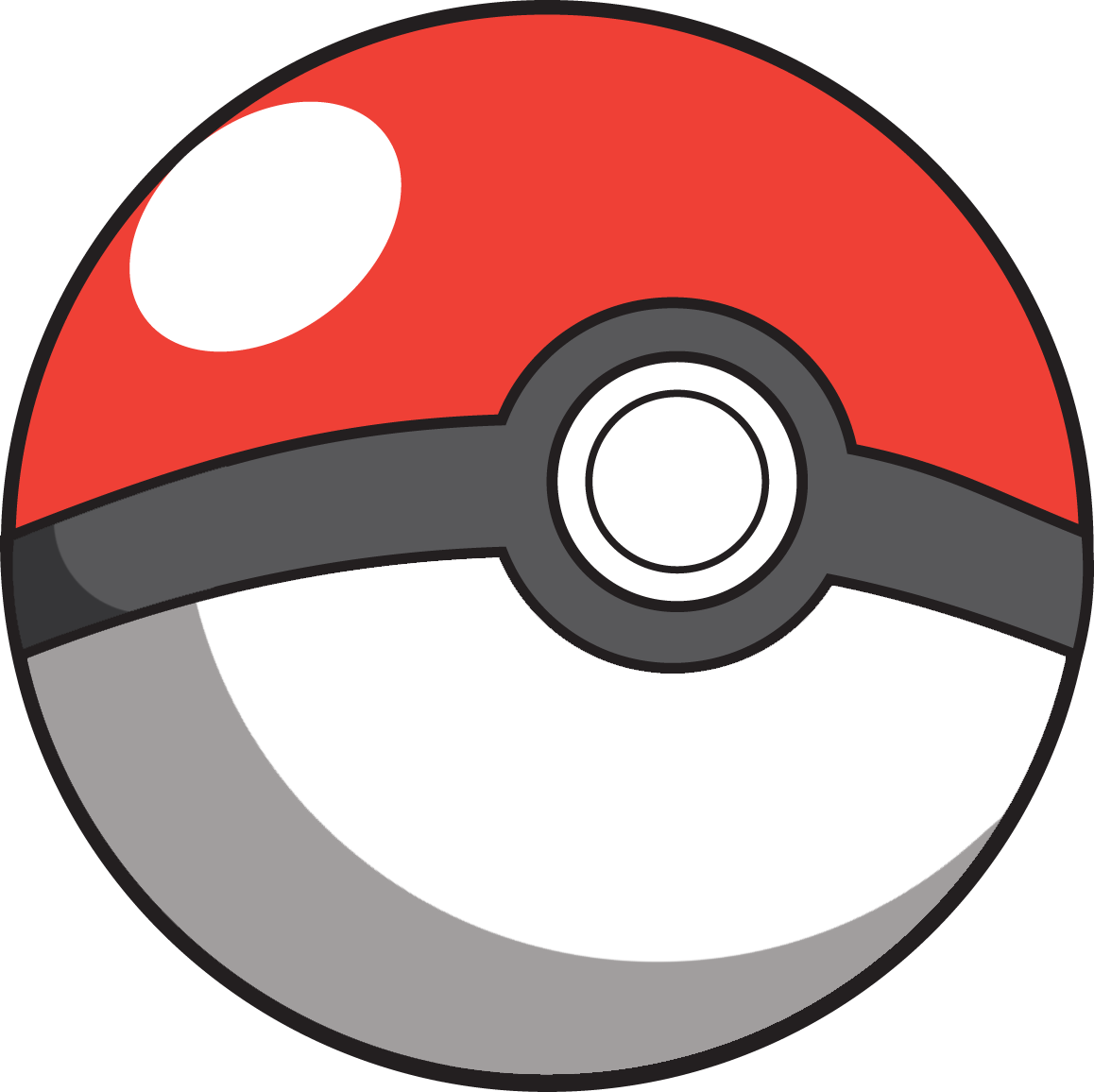
Il·lustració d'una Poké Ball.

Una Poké Ball, al món fictici d'anime i videojocs RPG de Pokémon, és un aparell especial per capturar i transportar Pokémon. Aquests són mantinguts al seu interior "descansant" (però no recuperant-se) mentre no estiguin en batalla.
Té una mida petita (cap al puny d'un nin de 10 anys, la qual cosa fa estimar la seva mida en uns 4 o 5 cm de diàmetre) però, tot i així, pot contenir al seu interior Pokémon de gran mida, com ara Snorlax.
El seu nom prové de Pocket Ball (així com Pokémon de Pocket Monsters) o bola de butxaca.

## Ús
Per capturar un Pokémon un entrenador ha de tirar la Poké Ball directament al Pokémon, ja que al moment d'impactar-lo rebotarà i s'obrirà, capturant-lo amb un llampec enèrgic i guardant Pokémon al seu interior. Tot i que no és imprescindible lluitar prèviament contra els Pokémon salvatges, és altament recomanat que l'objectiu es trobi debilitat, ja que això augmenta les probabilitats d'èxit. Un Pokémon pot resistir-se a ser atrapat. Per altra banda, a vegades han de ser atrapats tan aviat com apareguin, ja que fugen (en particular alguns Pokémon a la versió or, plata i cristall; i Latios, Latias, Suicune, Raikou i Entei als jocs RPG de Gameboy Advance).
És impossible capturar Pokémon d'altres entrenadors amb Poké Balls, fins i tot amb les dissenyades per tenir un 100% d'efectivitat (excepte a Pokémon Colosseum i Pokémon XD, de Gamecube, on sí que es poden robar mitjançant l'anomenada Trampa Ball). En els videojocs RPG de Gameboy no és possible robar Pokémon d'altres entrenadors, tot i que sí que és possible intercanviar-los o rebre'ls regalats, però per a això no s'usa la Poké ball.

## Llista de Poké Balls
Aquest és un llistat dels diferents tipus de Poké Balls que es poden trobar:

### Poké Balls de tots els jocs
Aquestes són les Poké Balls que es poden trobar en els diferents jocs de Pokémon, a excepció de Pokémon GO on només hi ha els tres tipus principals de Poké Balls per capturar Pokémon en estat salvatge: la normal, la Super Ball i la Ultra Ball. A més, en aquest videojoc també existeix la Premier Ball, introduïda amb la remodelació que va experimentar el joc pel seu primer aniversari, que serveixen exclusivament per capturar els caps de les incursions dels gimnasos.
| Tipus de Poké ball | Descripció                                                                                       |
| Poké Ball          | Captura Pokémon                                                                                  |
| Súper Ball         | Captura Pokémon amb un 50% més de probabilitat que una Poké Ball                                 |
| Ultra Ball         | Captura Pokémon amb el doble de probabilitat que una Poké Ball                                   |
| Master Ball        | Captura Pokémon i només n'hi ha una. No falla mai.                                               |
| Safari Ball        | Només es pot usar a la Zona Safari. Té la mateixa probabilitat de capturar que una Superball     |
| Parc Ball          | Només usades al Parc Nacional de Johto. Té la mateixa probabilitat de capturar que una Superball |

### Poké Balls fetes de Bonguri
Aquestes Poké Balls només eren disponibles a les versions Pokémon Gold, Silver i Crystal, i després desaparegueren als següents jocs per a Gameboy Advance, així com als per a Nintendo DS, però tornaren a les versions HeartGold i SoulSilver.
| Tipus de Poké Ball | Descripció | Color de Bonguri |
| Ràpid Ball         | Per atrapar Pokémon que s'escapen ràpidament. Sobre ells, té un efecte quatre vegades més que una Poké Ball                     | Blanc            |
| Amic Ball          | Els Pokémon capturats es tornen més amistosos amb el seu entrenador. Té la mateixa eficàcia que una Poké Ball                   | Green            |
| Pes Ball           | Permet atrapar Pokémon de gran pes                                                                                              | Negre            |
| Nivell ball        | Per capturar Pokémon de nivells alts en comparació amb el del Pokémon del jugador                                               | Red              |
| Amor ball          | Permet atrapar Pokémon del sexe contrari al del seu enemic. En cas que ho sigui, té vuit vegades més eficàcia que una Poké Ball | Rosa             |
| Ham ball           | Atrapa Pokémon pescats amb canya més fàcilment. Té un efecte sobre ells com una Ultraball                                       | Blue             |
| Lluna ball         | Captura Pokémon que evolucionen amb la Pedra Lunar. Té el doble d'efecte que una Superball, sobre ells                          | Yellow           |

### Poké Balls de Hoenn[5]
| Tipus de Poké Ball(Català) | Nom en anglès | Descripció | Enllaç a imatge |
| Bussejador Ball            | Dive ball     | Permet capturar Pokémon del fons de l'oceà amb major facilitat. Té tres vegades i mitja més d'efecte que una Poké Ball, però només al fons del mar                                                                                  | imatge          |
| Luxe Ball                  | Luxury ball   | Els Pokémon capturats amb aquesta Poké Ball estimaran més el seu entrenador. Té les mateixes probabilitats de capturar que una Poké Ball                                                                                            | imatge          |
| Niu Ball                   | Nest ball     | Captura més fàcilment els Pokémon de nivell menor. Té el triple de probabilitats que una Poké Ball si el Pokémon està entre el nivell 1 i 19, el doble si està entre 20 i 29 i les mateixes si és més alt que 30                    | imatge          |
| Xarxa Ball                 | Net ball      | Atrapa millor els Pokémon de tipus d'aigua i bestiola (té la mateixa eficàcia que una Ultraball, sobre ells) | imatge          |
| Honor Ball                 | Premier ball  | Poké Ball normal amb disseny commemoratiu | imatge          |
| Repetició Ball             | Repeat ball   | Captura amb les mateixes possibilitats que una Ultraball Pokémon dels que ja se n'ha capturat un exemplar | imatge          |
| Torn Ball                  | Timer ball    | Quant més duri la batalla, augmenta la probabilitat de capturar el Pokémon. Les seves probabilitats són, respecte a la Poké Ball: - Entre 1 i 9 torns: x1 - Entre 10 i 19 torns: x2 - Entre 20 i 29 torns: x3 - Més de 30 torns: x4 | imatge          |